# Virovitička skupina
Virovitička skupina je jedna od četiri regionalne kulturne skupine kulture polja sa žarama na današnjem hrvatskom tlu (Podravina, Međimurje i dio zapadne Slavonije). U europskoj prapovijesti, kultura polja sa žarama postigla je najveći doseg u obradbi bronce. Prema stilskim varijacijama osnovnih tipova keramičkih i metalnih proizvoda moguće je izdvojiti više regionalnih kulturnih skupina koje su postale osnova za uspostavu etničke strukture stanovništva starijega željeznog doba. Područje današnjega grada Virovitice kontinuirano je naseljavano od prapovijesti. Na položaju Virovitica-Korija otkriveni su ostatci prapovijesnoga naselja sopotske kulture, a iz kasnoga brončanog doba potječe groblje kulture sa žarama (tzv. grupa Virovitica, XIII. do XII. st. pr. Kr.). Virovitička skupina potvrđena je nalazištima u Virovitici, Sirovoj Kataleni, Moravču kraj Sesveta i Drljanovcu.